# C.L.H. Flindt
Carl Ludvig Henrik Flindt (28. maj 1792 i Ottensen – 3. marts 1856 i Slesvig by) var en dansk officer, far til H.A. Flindt.
Hans forældre var ritmester, senere oberst, kammerherre og kavaleriinspektør Henrik August Flindt (1756-1826, gift 2. gang 1825 med Anne Maria Dam, ca.1780-1856) og baronesse Charlotte Amalie Knuth (1759(?)-1824).
Han blev frikorporal ved Husarregimentet 1805, kornet 1808 efter ved Danske Militærinstitut at have taget en glimrende eksamen, for hvilken Frederik VI tildelte ham sølvmedaljen, sekondløjtnant 1809, premierløjtnant 1813. Indtrådt i geleddet hævdede Flindt det ry, han havde vundet på uddannelsesskolen. Ved stormen på Stralsund i 1809 og senere under felttoget i 1813 viste han sig som en fremtrædende dygtig og kæk rytterofficer, og i sit 21. år var han hædret såvel med Dannebrogordenens Ridderkors som med Sølvkorset – et vist enestående særsyn. 1816 blev han ritmester ved Prins Ferdinands Dragoner og var fra 1819-33 forstander for regimentets eksercerskole. I denne stilling satte han vel med nogen ensidighed, men tillige med stor dygtighed alt ind på enkeltmandsuddannelsen, på at gøre den enkelte rytter så fortrolig med sit våben og sin hest som muligt, og da hans ideer godkendtes ved kavaleriinstruktionen af 1829, der efter kongens befaling væsentlig var udarbejdet af ham, fik hans virksomhed en stor og blivende betydning for det danske rytteri, hvis høje standpunkt i den omhandlede retning i forvejen turde være uomtvistelig. 1834 blev Flindt major, 1842 oberstløjtnant og chef for 4. dragonregiment, men 1844 forsat i samme egenskab til 2. dragonregiment i Itzehoe, 1847 Kommandør af Dannebrog, 1848 oberst. Ved oprørets udbrud blev han fængslet, da han ikke ville udstede revers om ikke at kæmpe imod insurgenterne, og blev holdt i fangenskab til hen på efteråret, men ved krigens begyndelse i 1849 blev der givet ham en kavaleribrigade i Olaf Ryes korps; senere førte han dets avantgarde, og da Rye gik til Fredericia, overtog Flindt kommandoen over korpset. Han gjorde god fyldest i disse stillinger, og da han i slutningen af året indstilles til generalmajor, fremhæver ministeren ham for kongen som "en udmærket Kavalleriofficer, der maa anses fortrinlig skikket til i paakommende Tilfælde at kommandere hele Kavalleriet". Denne overordnede post overdroges ham også under felttoget 1850, men han skuffede her forventningerne, og den lidet virksomme rolle, som det under hans direkte befaling stående reservekavaleri spillede i slaget ved Isted, blev i reglen anført som bevis for, at han ikke evnede at føre større rytterstyrker. Efter krigen blev han kommandant i Sydslesvig og derefter kommandør for 2. kavaleribrigade og pladskommandant i Slesvig.
Flindt var en høj og imponerende skikkelse, noget stiv og afmålt i sine bevægelser, streng i sine fordringer til sig selv som til andre, men mild og overbærende i sin dom og afholdt af alle, der kendte ham nøjere. En dyb melankoli formørkede hans sidste leveår.
Flindt blev gift 9. januar 1820 i Aarhus med sin kusine Anna Sophie Caroline Flindt (23. oktober 1797 i København – 3. september 1854 i Slesvig) datter af ritmester, senere generalløjtnant, kammerherre Jacob Flindt (1768-1842) og Elisabeth Louise Elphinston (1773-1818).
Han er begravet i Slesvig by. Der findes en tegning af Edvard Lehmann fra 1851 (Frederiksborgmuseet). Afbildet på litografi 1851 efter tegning af Sophus Schack. Litografi 1853 fra Em. Bærentzen & Co. efter foto. Afbildet på Jørgen Sonnes maleri fra 1875 Aftenen efter slaget ved Isted.